# Ruhijärv
Ruhijärv é um lago na paróquia de Mulgi, no condado de Viljandi, na Estónia. A área do lago é de 84,5 hectares (209 acre(s)s) e a sua profundidade máxima é 6.8 m (22 ft). O rio Rūja começa em Ruhijärv.